# سوگا نو کیتاشی هیمه
سوگا نو کیتاشی هیمه (به ژاپنی: 蘇我 堅塩媛 Soga no Kitashihime)؛ یک اشراف‌زاده و بانوی عالی ژاپنی اهل ژاپن و دختر سوگا نو اینامه، یک مقام عالی‌رتبه بود. او همسر امپراتور کین‌می بود. در میان فرزندان او امپراتور یومی، امپراتریس سوئیکو، شاهزاده تاکدا و شاهدخت اوتومو بودند.